# Мой боевой расчёт
«Мой боевой расчёт» — советский художественный фильм 1987 года.

## Сюжет
1945 год, война подходит к концу. Восемнадцатилетний сержант самоходной артиллерии Сергей Кружкой (Валерий Смирнов) после тяжёлого ранения возвращается домой. На его груди орден Ленина, и встречают его, как героя. Сергей решает вернуться в школу, в десятый класс, откуда полтора года назад вместе с двумя товарищами бежал на фронт. Из троих выжил он один. В школе его встречает влюблённая в него десятиклассница Лена (Светлана Копылова). Она посылала ему письма и посылки на фронт, и в первый же день признаётся Сергею в любви. А Сергей влюблён в свою соседку Зину (Наталья Егорова), с которой у него до войны был роман. Но Зина, которая на десять лет старше Сергея, не воспринимает его ухаживаний всерьёз и вскоре выходит замуж за другого.
Начальник милиции (Валерий Приёмыхов) приглашает Сергея на работу в органы, но тот не хочет бросать школу. Узнав, что в городе орудует банда преступников, убивающих работников милиции ради оружия, герой решает действовать в одиночку и показать всем, на что он способен. Сергей использует привезённый с фронта пистолет в качестве наживки. Однако, в первом же столкновении с бандитами Сергей получает серьёзное ранение и попадает в госпиталь. Придя в сознание, он узнаёт о победе над Германией. Сергей подавлен и своими неудачами дома, и тем, что не успел довоевать. По вызову Лены навестить Сергея в госпитале приезжают его фронтовые друзья, боевой расчёт самоходки, на которой он воевал. Сергей бежит из госпиталя, и они вместе разрабатывают план действий по захвату банды… В последних кадрах фильма жизнь героя делает неожиданный поворот.

## О фильме
Фильм можно условно отнести к жанру приключений, но правильнее было бы отнести его к жанру «война и жизнь после неё». Сюжет и видеоряд имеют много параллелей с фильмом Алексея Германа (старшего) «Мой друг Иван Лапшин», который был снят несколькими годами раньше. Атмосфера эпохи передана обилием ночных сцен, мелькают портреты Сталина, харизматичный образ старшего лейтенанта милиции, созданный Валерием Приёмыховым, неоднозначен. Возможно из-за этой вторичности фильм не приобрел широкой популярности, несмотря на безукоризненную работу актёров и съемочной группы. Слабым местом является некоторая неправдоподобность сюжетных ходов, местами фильм воспринимается как воплощение мечты недавнего фронтовика (воссоединение с боевыми товарищами в мирной жизни). Но в целом история захватывает, фильм сделан мастерски и, несомненно, заслуживает внимания зрителей.

## В ролях
- Валерий Смирнов — Сергей Кружкой
- Наталья Егорова — Зина
- Светлана Копылова ― Лена
- Валерий Приёмыхов — старший лейтенант Гречишкин, начальник милиции города
- Лев Борисов — Иван Петрович, директор школы
- Людмила Полякова — Полина, мать Сергея
- Лидия Морозкина — бабушка на рынке
- Александр Семёнов — Вовка
- Вадим Лобанов — муж Зины
- Сергей Лосев — милиционер Чухляев
- Людмила Дмитриева — Ксения Ивановна, учительница
- Александр Липов — одноглазый бандит
- Олег Пащенко — капитан, сосед Сергея по госпиталю
- Владимир Матюхин — однополчанин Сергея
- Владимир Бирюков — однополчанин Сергея
- Леонид Дьячков — начальник госпиталя
- Лариса Луппиан — пациентка госпиталя
- Людмила Ксенофонтова — милиционер

## Съёмочная группа
- Автор сценария: Светлана Кармалита, Алексей Герман (в титрах не указан)
- Режиссёр: Михаил Никитин
- Оператор: Валерий Мартынов
- Художник-декоратор: Виктор Иванов
- Композитор: Игорь Цветков
- Звукооператор: Галина Горбоносова